# BH Весов
BH Весов (лат. BH Librae) — одиночная переменная звезда в созвездии Весов на расстоянии (вычисленном из значения параллакса) приблизительно 20359 световых лет (около 6242 парсеков) от Солнца. Видимая звёздная величина звезды — от +15,7m до +14,1m.

## Характеристики
BH Весов — пульсирующая переменная звезда типа RR Лиры (RRAB).